# Bildstock (Diebach; Beim Klingenbach)

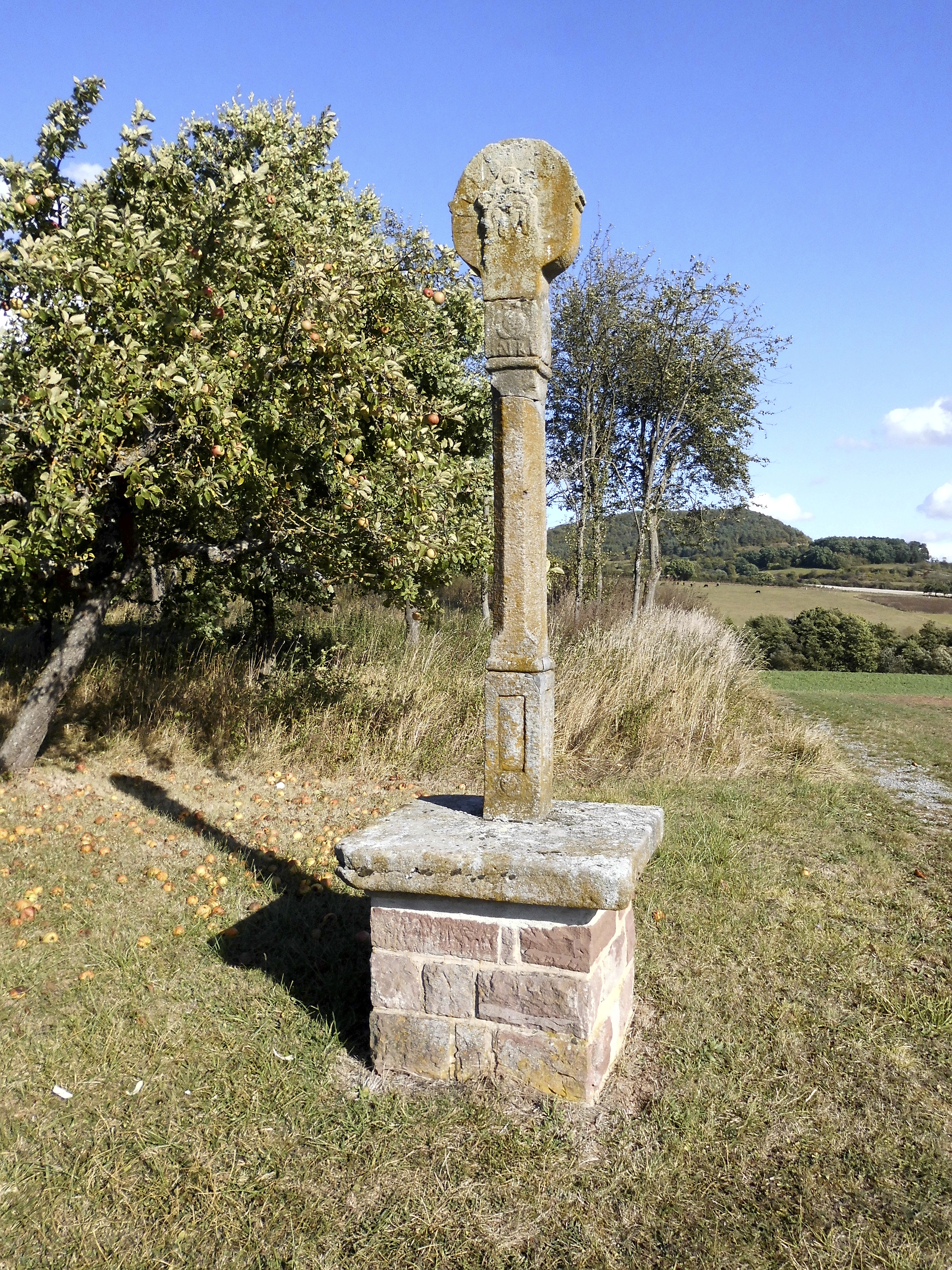
Bildstock in Diebach, Beim Klingenbach.

Der Kreuzdachbildstock Beim Klingenbach befindet sich in Diebach, einem Gemeindeteil der Kleinstadt Hammelburg im Landkreis Bad Kissingen, an der Flur Beim Klingenbach an der Straße nach Wartmannsroth.
Er gehört zu den Baudenkmälern von Hammelburg und ist unter der Nummer D-6-72-127-91 in der Bayerischen Denkmalliste registriert.

## Beschreibung
Der 350 cm hohe Bildstock besteht aus rotem Sandstein. Er entstand im 16. oder 17. Jahrhundert.
Der Bildstock besteht aus einem gemauerten Sockel mit den Abmessungen 52 cm × 73 cm × 73 cm und aus einem prismatischen Säulenfuß mit leeren Blenden und zeigt einen geflügelten Engelskopf. An der Vorderseite befindet sich wieder ein Engelskopf. Der Schaft ist polygon. An einem würfelförmigen Zwischenstück mit den Abmessungen 18 cm × 18 cm × 18 cm befindet sich ein Engelskopf an allen vier Flächen. Unter dem vorderen Engelskopf befindet sich eine INRI-Inschrift. An einem runden Kapitell befindet sich eine Pietà mit Strahlenkranz, an der Rückseite ein Christusmonogramm mit Verzierung. Der Säulenfuß hat die Abmessungen 51 cm × 20 cm × 20 cm, der Aufsatz 55 cm × 48 cm × 15 cm. Der Bildstock trägt keine Bekrönung.